# Охорона праці
Охорóна прáці (англ. labour protection; нім. Arbeitsschutz m) — це:

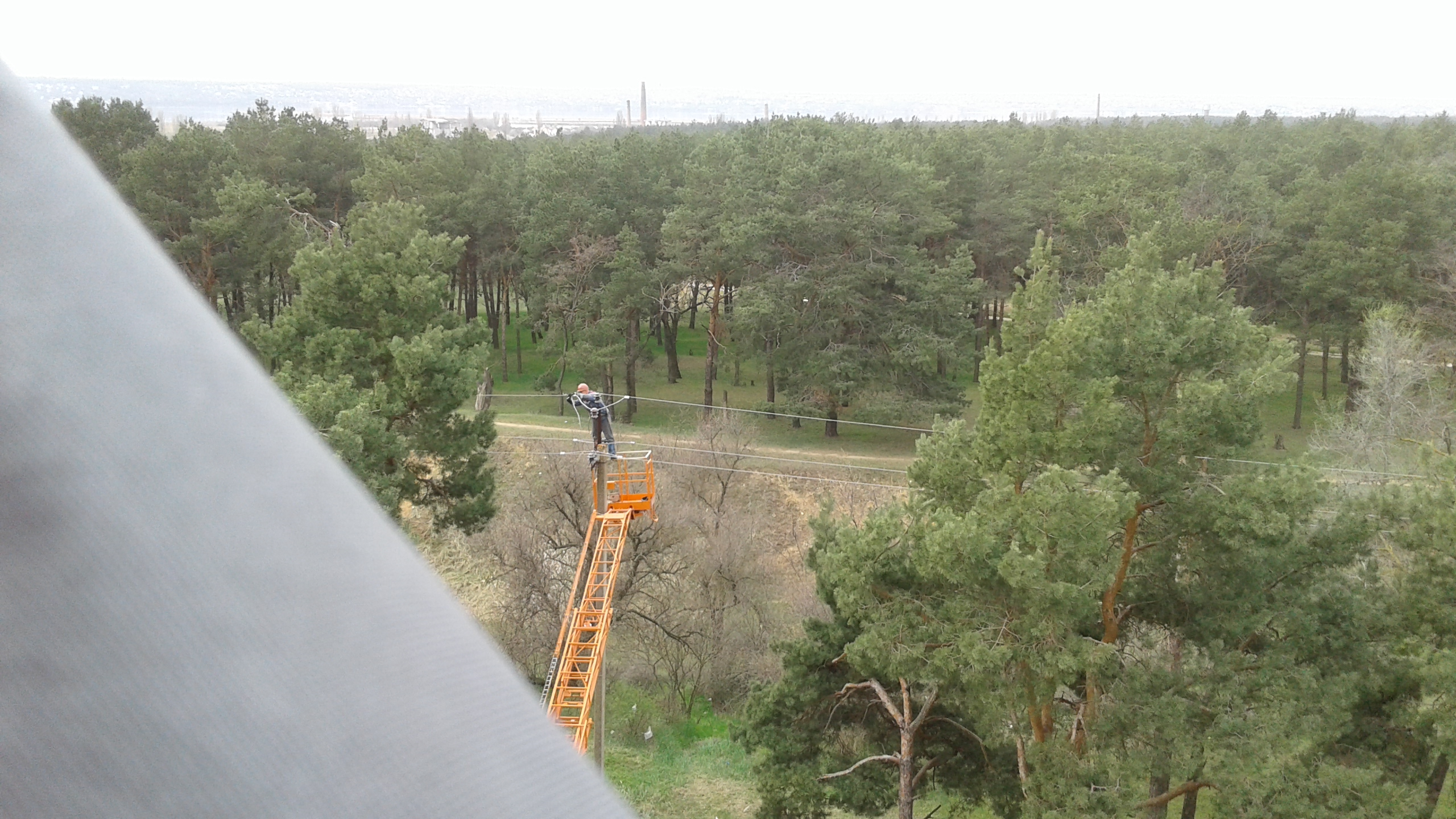
Порушення вимог охорони праці — електромонтер Миколаївобленерго, виліз на поручні підіймальної люльки під час ремонту високовольтної ЛЕП

1. Порушення вимог охорони праці — електромонтер Миколаївобленерго, виліз на поручні підіймальної люльки під час ремонту високовольтної ЛЕП Сукупність правових, соціально-економічних, організаційно-технічних, санітарно-гігієнічних і лікувально-попереджувальних заходів та засобів, спрямованих на збереження життя, здоров'я і працездатності людини під час трудової діяльності;
2. Чинна (що діє на підставі відповідних законодавчих та інших нормативних актів) система соціально-економічних, організаційно-технічних, санітарно-гігієнічних і лікувально-профілактичних заходів та засобів, які забезпечують збереження здоров'я і працездатність людини під час праці.
3. Дозвіл на початок робіт підвищеної небезпеки, який необхідний організації чи підприємству, хто працює в будівництві.

Законодавство про працю містить норми і вимоги з техніки безпеки і виробничої санітарії, норми, що встановлюють робочий час і час відпочинку, звільнення та переведення на іншу роботу, норми праці щодо жінок, молоді, гігієнічні вимоги і правила тощо.
Загальний нагляд за додержанням норм охорони праці покладено на прокуратуру, спеціальний — на професійні спілки. Контроль за безпекою праці здійснюють також, державні й відомчі спеціалізовані інспекції (Держгіртехнагляд, Держенергонагляд, тощо).
Див. також: Охорона і безпека праці в гірничій промисловості України.

## Історія
Дослідження і дотримання безпеки та гігієни праці, є відносно недавнім явищем. Оскільки робітничі рухи, виникли у відповідь на стурбованість працівників, через вплив промислової революції, здоров'я робітників, почало розглядатися як питання пов'язане з працею.

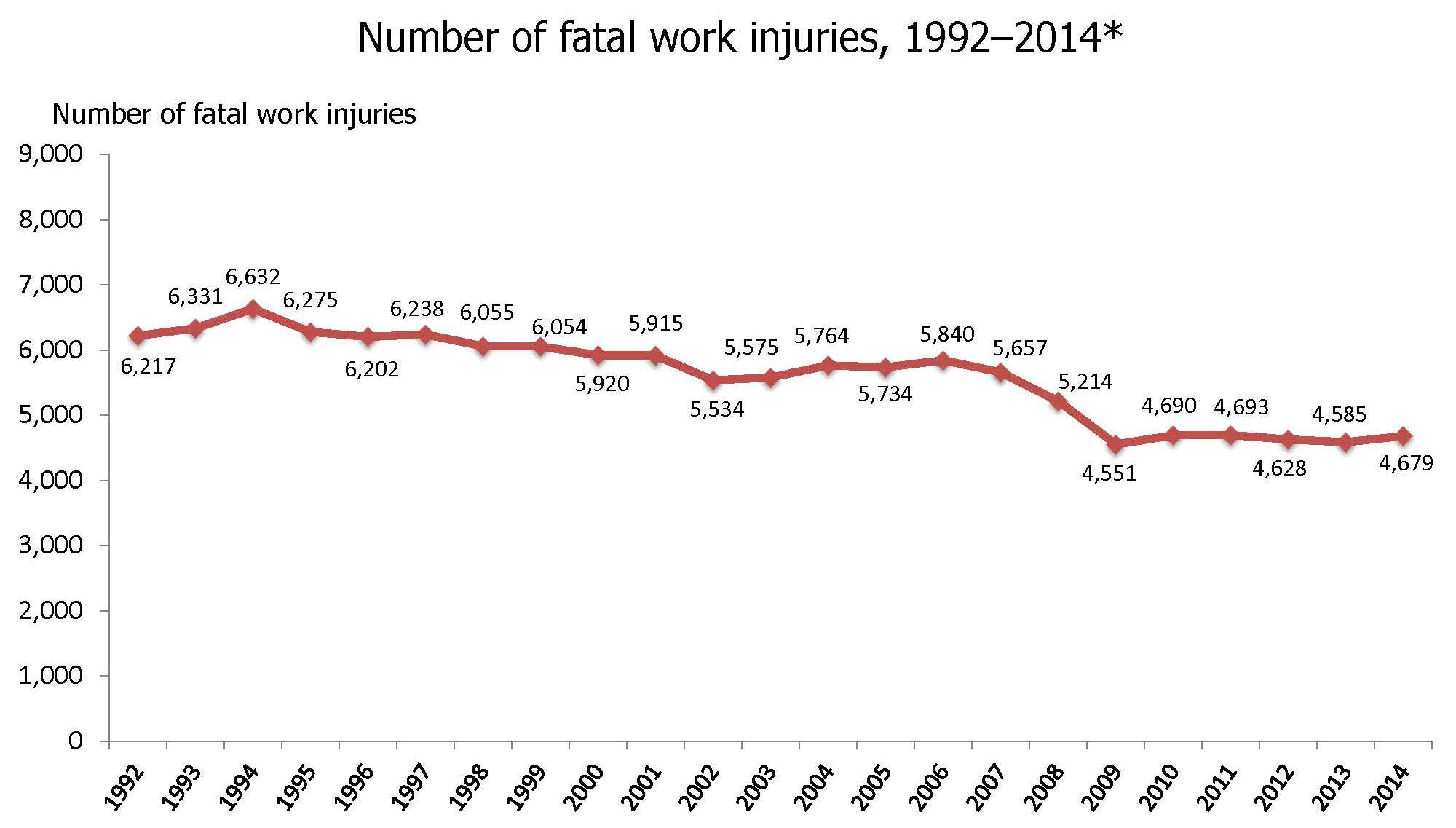
Кількість смертельних нівечень, під час виконання професійних обов'язків, у США з 1992 по 2014 рік. Примітка: Статистичні дані за 2001 рік не враховують смерті, пов'язані з терактами 11 вересня.

Для прикладу, у Великій Британії, фабричні закони початку дев'ятнадцятого століття (з 1802 року), виникли через побоювання з приводу поганого здоров'я дітей, які працювали на бавовняних фабриках: Закон 1833 року, утворив спеціальну професійну інспекцію заводу. Початкові повноваження інспекції, полягали в обмеженні робочого часу в текстильній промисловості для дітей та молоді (започатковані для запобігання хронічній надмірній роботі, яка визначалася як провідна, що веде до погіршення здоров'я та нівечень, і в непрямий спосіб, до великої кількості нещасних випадків). Проте, за наказом фабричної інспекції від 1844 року, додатковий акт, який передбачав подібні обмеження на час роботи жінок у текстильній промисловості, ввів вимогу щодо охорони машин (але тільки в текстильній галузі та лише в тих областях, до яких міг бути доступ жінок або дітей).
1840 року, Королівська комісія оприлюднила власні висновки про стан справ працівників гірничодобувної промисловості, які документально підтвердили жахливо небезпечне становище, у котрому вони повинні були працювати, та велику частоту нещасних випадків. Ця комісія спричинила громадське обурення, у підсумку якого, було ухвалено Закон про копальні від 1842 року. Цей акт затвердив інспекцію для кар'єрів і вугільних шахт, що привело до багатьох переслідувань порушників, та підвищення рівня безпеки, а до 1850 року, інспектори вже мали змогу входити та перевіряти приміщення на власний розсуд.
Отто фон Бісмарк, 1883 року, вперше ввів Законодавство про соціальне страхування та 1884 року, перший Закон про відшкодування працівникам — єдиний такого роду, у західному світі. Подібні акти згодом також, з'являються в інших країнах, частково у відповідь на робітничі хвилювання.
Щодо радянських часів, то 1936 року, 16-а партійна конференція ВКП (б), яка ухвалила програму розвитку СРСР (Україна — одна з засновниць ООН, до 1991 року, на правах союзної держави, входила до складу Радянського Союзу) на багато років, у частині вдосконалення системи надання медичної допомоги населенню країни, у першому пункті постанови присвяченого цьому питанню, прописала потребу виконання завдання щодо усунення професійних захворювань, а в другому — значного зниження виробничого травматизму. І почалася «боротьба». Виробничий травматизм 1937 року відносно 1936 року, на більшості підприємств знизився на 43-55 %. Відомості про первинно поставлені діагнози «професійне захворювання» та «виробничий травматизм», стали таємними. Від п'ятирічки до п'ятирічки загальна кількість первинно поставлених діагнозів «професійне захворювання», скорочувалася на 23-25 %.
Вперше за багато років потому, під час перебудови (1987 року) у колишньому СРСР, було поширено дані про первинно поставлені діагнози «професійна хвороба» за 1985 рік. Вони виявилися досить приголомшливими — 12 700 випадків. Але для порівняння, цього-ж року діагноз із профзахворювань у США, було поставлено більш ніж у 137 000 випадках. До того-ж деякі відомі на весь світ фірми (наприклад, Форд, Крайслер, тощо) були оштрафовані на багато мільйонів доларів за приховування окремих випадків професійних уражень. Отже, поставлене партією більшовиків ВКП (б) завдання про «боротьбу» з професійними хворобами, було так би мовити, «розв'язано».

## Охорона праці та безпека за надзвичайних подій в машинобудуванні
Охорона праці — це система правил і заходів, які уможливлюють безпечну роботу на даному виробництві. Під час роботи на металорізальному верстаті треба дотримуватися низки вимог, які б дозволили працівнику виконувати поставлене перед ним завдання в умовах, які передбачені конструкторськими документами.
Основними заходами, які зменшують або попереджають травматизм під час роботи на дільниці, є автоматизація або механізація технологічного процесу.

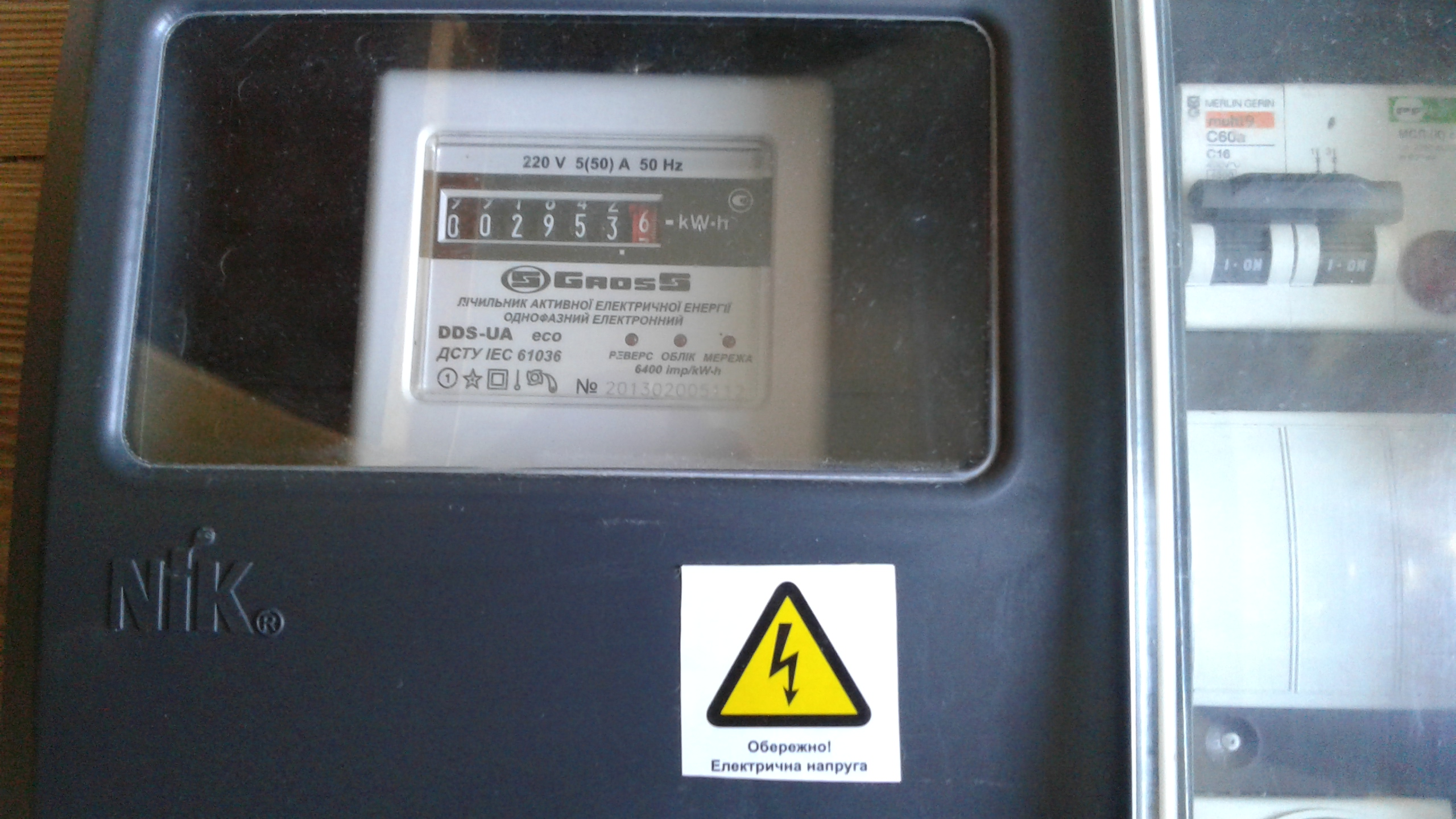
Знак небезпеки «Електрична напруга» (DIN 4844-W 8) на електрощиті

Водночас, на верстатах встановлюють захисні кожухи на вузлах, де наявні крутні моменти. Всі захисні кожухи з внутрішнього боку, фарбуються в жовтий колір (сигнальний), а ззовні, наноситься знак безпеки за ГОСТ 12.4.025-86 (рівнобічний трикутник жовтого кольору з вершиною догори, в чорній рамці і знаком оклику посередині). Під знаком встановлено табличку з написом «При увімкненому верстаті не відкривати».
Для приблизної оцінки звукового тиску, встановлено показник, який називається «рівнем шуму» і вимірюється за шкалою «А» шумоміра. Допустимий рівень гуркоту в приміщеннях, зокрема і цехах холодної обробки згідно СН 245-79 становить 71-90 дБ.
Основними заходами, які захищають працівників від шкідливих дій шуму і вібрацій, є установка верстата на віброопори.
Правильне визначення площі дільниці, обумовлює добру організацію робочого місця згідно з науковою організацією праці. Завдяки цьому, зменшується втома робітників і знижується ймовірність травматизму.
Кожне робоче місце обладнане інструментальною тумбочкою і дерев'яною підставкою, а для видалення стружки з верстата, застосовують особливі вбудовані у верстат шнекові і магнітні транспортери, а на свердлильних верстатах — особливі гачки та щітки.
В цеху застосовується поєднане (загальне та місцеве) освітлення. Освітленість на підлозі для загального освітлення, повинна бути не менше 150 лк для ламп розжарення та для люмінесцентних ламп (з 2010-х років, обидва види повсюдно замінюються на світлодіодні лампи та світильники), незалежно від місцевого освітлення.
Як лікувально-профілактичні заходи передбачено попередній та поточний (не рідше одного разу на рік) медогляди працівників цеху, заборону допуску до вібраційних робіт осіб, молодших 18 років та таких, що мають відповідні протипоказання в стані здоров'я, лікувальну гімнастику та масаж рук.

### Заходи, спрямовані на підвищення рівня техніки безпеки
Перед початком роботи на проєктованій ділянці, треба перевірити справність устаткування, пристосувань і інструмента, огорож, захисного заземлення, вентиляції. Перевірити правильність складування заготівель і напівфабрикатів. Під час роботи, необхідно виконувати всі правила використання технологічного устаткування, дотримуватися правил безпечної експлуатації транспортних засобів, тари та вантажо-підіймальних механізмів, дотримуватися вказівок про безпечне утримання робочого місця. Під час надзвичайних подій, треба неухильно виконувати всі правила, що обумовлюють поведінку робітників під час виникнення аварій і пригод, які можуть призвести до аварій і нещасних випадків. По закінченні роботи, повинно бути вимкнено все електроустаткування, проведено прибирання відходів виробництва та вжито інших заходів, щодо підтримання безпеки на ділянці. Ділянка має бути оснащена необхідними попереджувальними плакатами, обладнання повинно мати відповідне забарвлення, повинна бути виконана розмітка проїжджої частини,

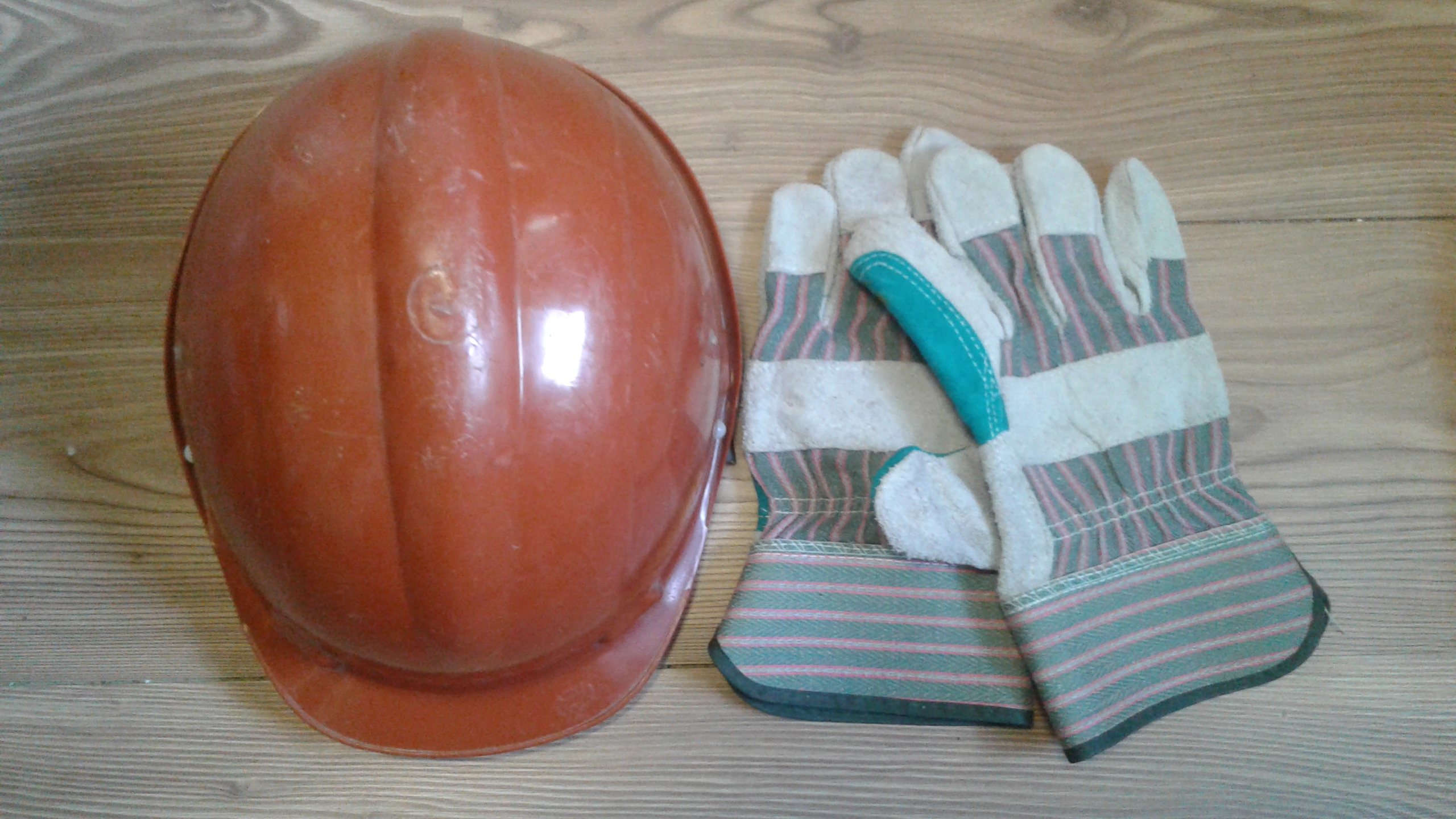
Засоби особистого захисту

проїздів. Сама ділянка, мусить бути спланована згідно з вимогами техніки безпеки, а саме дотримання: ширини проходів, проїздів, найменшої відстані між обладнанням. Всі ці відстані, повинні бути не менше припустимих.
Щоб запобігти негативному впливу виявлених небезпечних та шкідливих виробничих факторів на здоров'я працівників, попередити виникнення виробничого травматизму під час виконання технологічного процесу виготовлення деталі, передбачається проведення наступних заходів загального змісту: добра організація робочих місць; постійне стеження за правильністю всіх способів праці під час виконання операцій технологічного процесу; своєчасне проведення планово-попереджувальних ремонтів виробничого обладнання та інструменту; підтримання проїздів і проходів в належному стані; правильні режими виконання всіх основних та допоміжних операцій технологічного процесу; повсюдне використання засобів особистого захисту, своєчасна перевірка їхнього стану, дотримання потрібної (встановленої нормами) частоти їхньої заміни; використання сучасних запобіжних пристроїв і огородження робочих зон; проведення послідовної перевірки стану обладнання та допоміжних пристроїв, тощо.

### Заходи, спрямовані на захист довкілля
На проєктованій дільниці виготовлення консольно-опорних деталей, мають місце наступні відходи виробництва:
- металева стружка;
- чавунний пил;
- мастило інструментальне, відпрацьоване;
- ганчірки промаслені;
- абразивний пил;
- відпрацьовані МОР;
- відпрацьований летючий розчин;
- промислова вода для технологічних процесів.

Для очищення промислових стоків на виробництві діють локальні очисні споруди:
- мастилозбирачі;
- фарбозбирачі;
- станції нейтралізації хімічно забруднених вод;
- очисні споруди для очищення дощових стоків продуктивністю 254 л/сек.

Довкілля може забруднюватися робочими рідинами, які використовуються в коробках швидкостей та подач, металообробного обладнання, що застосовується для виконання операцій механічної обробки деталі згідно з розробленим технологічним процесом, а також змащувально-охолоджувальними рідинами, які застосовуються під час обробки деталі для охолодження зони різання. Для запобігання цьому, використані рідини не допускається зливати в загальну каналізацію. Їх потрібно доправляти заради очищення, на спеціальні очисні споруди. Після проведення очищення, ухвалюється рішення щодо подальшого застосування їх для виробничих потреб. До того-ж, для очищення стоків, передбачаємо використання механічних (відстоювання, фільтрація) та хімічних (нейтралізація, коагуляція) способів очищення. Щоби запобігти забрудненню ґрунтових вод, використаними у металорізальних верстатах робочими рідинами внаслідок низької герметичності систем, передбачаємо проведення попереджувальних оглядів з почерговістю — один раз на пів року. Під час механічної обробки деталі, відбувається пилове забруднення повітря, не лише в межах виробничої ділянки, але і зовнішнього повітря. Тож для запобігання цього, може передбачатися застосування загально обмінної вентиляції, а на кожному робочому місці — технічних засобів місцевої вентиляції. Завдяки багатоступеневому очищенню, забезпечуємо високий рівень очищення відпрацьованого повітря, а також можливість його часткового подальшого використання в системах рециркуляції. Підтримання стану повітряного середовища у виробничому приміщенні, здійснюється санітарною лабораторією.

### Захист від нагрітих поверхонь, виробничого обладнання
Заходом щодо захисту від цього чинника, буде наявність попереджувального знака або плаката, що говорить про те, що впродовж обробки різанням виділяється велика кількість теплоти, або про те, що необхідно працювати в рукавицях.

### Захист від ураження електричним струмом
Див. також: Електробезпека

Основний спосіб захисту від статичної електрики — заземлення устаткування, посудин і комунікацій, в яких накопичується статичний заряд, використання особливого взуття з електропровідною підошвою й інші засоби захисту.

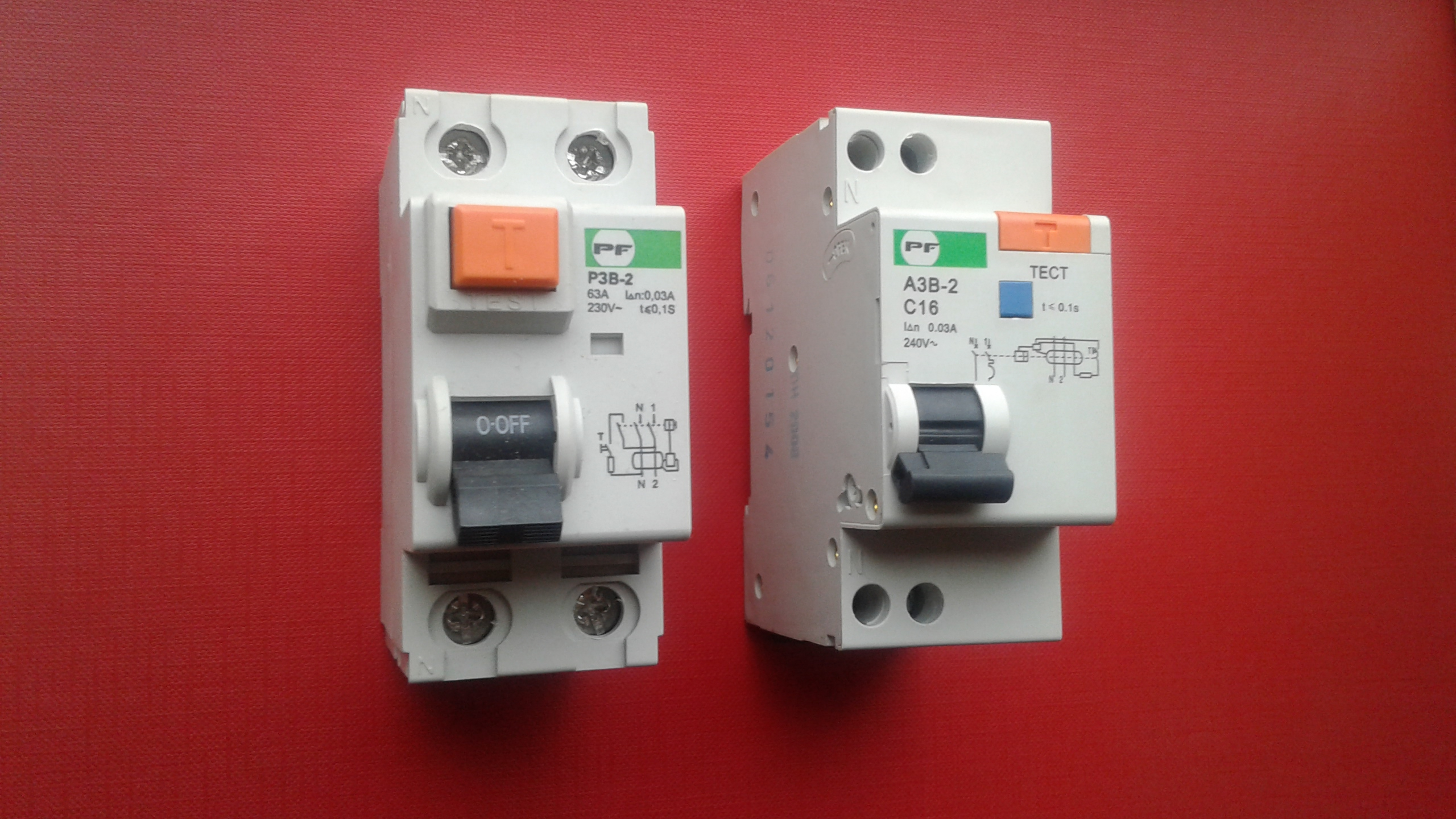
Пристрої захисного вимкнення вітчизняного виробництва, які спрацьовують на витік струму (пошкодження електричної ізоляції) або необережний доторк працівника до частин електрообладнання під напругою.

Основними заходами захисту від ураження електричним струмом є:
- забезпечення недоступності струмопровідних частин;
- електричний розподіл мережі (застосування трансформаторів напруги);
- використання подвійної ізоляції, вирівнювання потенціалу, застосування захисного заземлення, захисного вимкнення;
- застосування спеціальних електро-захисних засобів — переносних приладів і пристосувань (ЕС);
- організація безпечної експлуатації електроустановок.

Електро-захисні засоби поділяють на:
1. Ізолювальні:
  1. основні: гумові рукавички діелектричні, інструмент з ізольованими руків'ями, покажчик напруги до 1000 В;
  2. додаткові: калоші діелектричні, килимки і ізолювальні підставки.
2. Захисні: щити, огородження — клітки, ізолювальні накладки і ковпаки, попереджувальні плакати, пристрої тимчасового заземлення.
3. Запобіжні: респіратори, окуляри, рукавиці тощо.

Справність засобів захисту повинна перевірятися оглядом перед кожним їхнім застосуванням, а також почергово через кожні 6…36 місяців.

### Захист від шуму та вібрації
Див.також: Звукоізоляція, Будівельна ізоляція
Основні джерела шуму і вібрацій в металорізальних верстатах — динамічні навантаження в зубчастих передачах, що виникають внаслідок певних похибок їх виготовлення, змінність навантаження, сприйманої кульками або роликами в підшипниках кочення, динамічні удари кульок або роликів по нерівностях поверхні бігових доріжок зовнішнього і внутрішнього кілець підшипників та інше.
 Отже, основними шляхами зниження двигтіння і гуркоту металорізальних верстатів є:
- застосування високоякісних підшипників;
- малошумних зубчастих передач і електродвигунів;
- дотримання технологічної дисципліни при виготовленні і складання вузлів верстата;
- застосування належних конструкцій різального інструменту і пристосувань, жорсткість їх кріплення тощо.

Способи боротьби з шумом, прийнято поділяти на:
- методи зниження шуму у джерелі його виникнення;
- методи зниження звукового тиску на шляху його розповсюдження, ЗІЗ від шуму.

Зниження гуркоту в джерелі його виникнення, досягається шляхом:
- конструктивної зміни джерела;
- підвищенням якості балансування;
- підвищення точності виготовлення деталей;
- поліпшенням мастила;
- покращенням класу чистоти тертьових поверхонь, тощо.

Способи зниження шуму на шляху його поширення передбачають:
- акустичне обладнання приміщень (застосування звукопоглинальних пристроїв);
- відокремлення джерел шуму або приміщень (звукоізолювальні огородження, кожухи, кабіни, екрани, засоби від двигтіння);
- застосування глушника шуму.

До засобів особистого захисту від шуму стосуються: протишумові вкладні, навушники і шоломи.
Під час роботи металорізальних верстатів, які використовуються для основних операцій технологічного процесу механічної обробки деталі, виникають двигтіння, які погано впливають не лише на здоров'я працівників цеху, але і на точність і довговічність обладнання. Як колективні заходи та засоби захисту від вібрації, вибираємо способи зменшення їхніх параметрів на шляху поширення двигтіння від джерел їх виникнення, а саме: вібропоглинання, віброгасіння та віброізоляцію.
Використання вібропоглинання, дозволяє нам забезпечити перетворення енергії механічних коливань двигтіння, на теплову енергію і досягнути істотного ефекту в боротьбі з вібраціями. Збільшення витрат енергії в системі, забезпечуємо завдяки застосуванню матеріалів з великим внутрішнім тертям як конструктивних: пластмас, метало-гуми, сплавів марганцю, міді та інших, а також нанесенням на поверхні, що двигтять, шару пружно-в'язких матеріалів, які збільшують внутрішнє тертя в коливній системі. Застосуванням віброгасіння, досягаємо зменшення реактивного опору коливної системи. Забезпечуємо його, застосуванням ударних та динамічних віброгасників маятникового, пружинного та плавальних типів. Вони забезпечують перехід кінетичної енергії відносного руху елементів, що доторкаються, в енергію деформації з поширенням напружень із місця стикання, по елементах, які взаємодіють. Одночасно відбувається розсіювання енергії внаслідок дії сил внутрішнього та зовнішнього тертя. Водночас, динамічні віброгасники, котрі являють собою додаткову коливну систему, яка встановлюється на верстаті що двигтить, збуджують коливання, які лежать в протифазі з коливаннями металорізального верстата і забезпечують зведення виниклих коливань до найменшого значення. Двигтіння використовуваних металорізальних верстатів, зменшуємо шляхом введення до коливної системи, додаткового пружного зв'язку, який перешкоджає передаванню двигтіння від вібрувального верстата, до підлоги виробничого приміщення, суміжних верстатів, працівників цеху.
Крім того, для захисту від вібрацій, передбачаємо організаційно-технічні заходи, які полягають: в експлуатації обладнання відповідно до встановлених норм та режимів, своєчасному його ремонті та якісному обслуговуванні. Шум, котрий виникає при роботі металорізальних верстатів, тримається у різних октавних смугах. Тож частотний аналіз його, на рівні попереднього проектування, виконати неможливо. Згідно з нормативними вимогами, шум вважається допустимим, якщо вимірювальні рівні звукового тиску у всіх октавних смугах частот нормативних меж (63-8000 Гц) будуть нижчі, за значення, котрі визначаються граничним спектром.

### Захист від пилу, газів, пари
Див. також: Респіратор

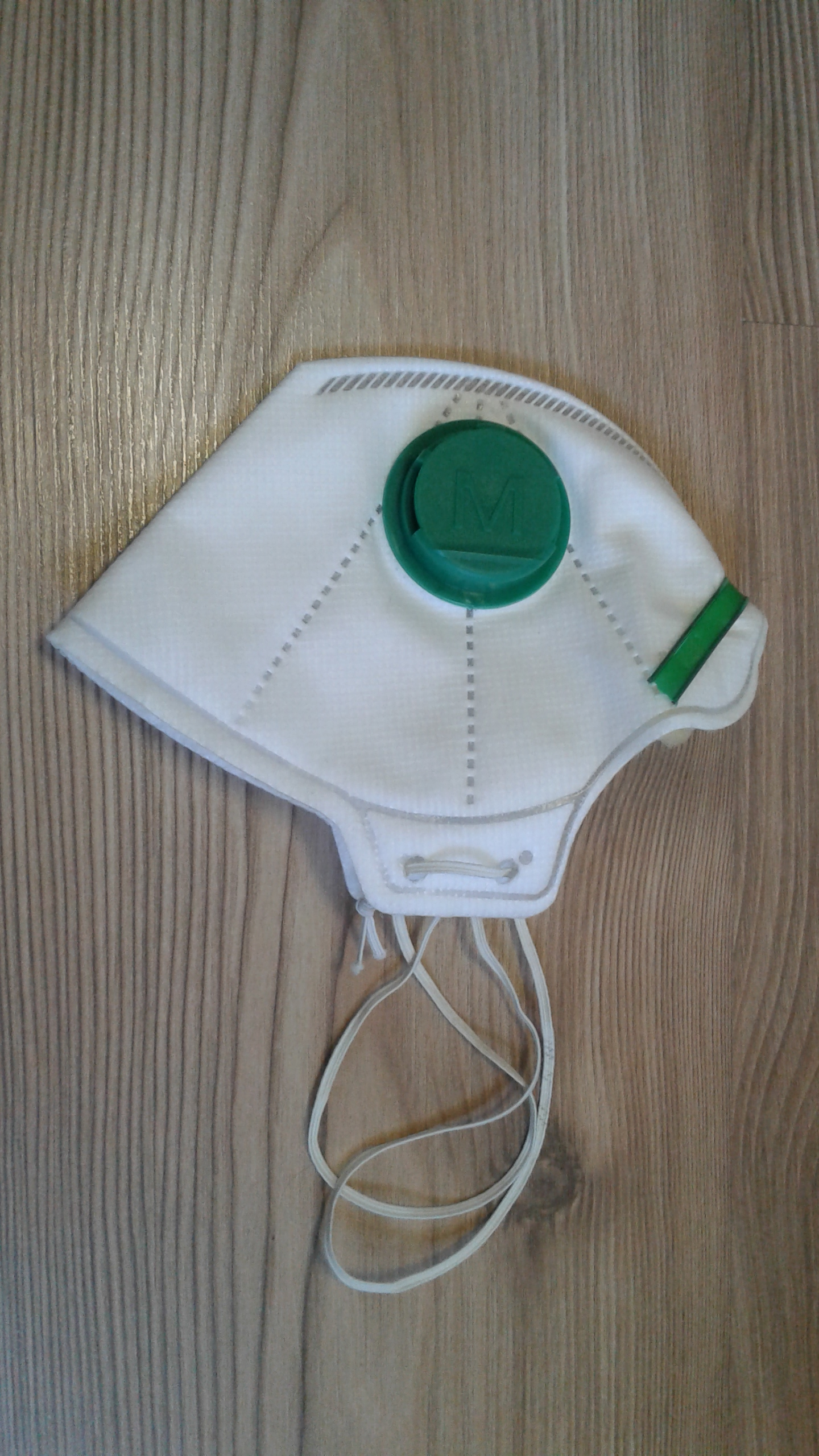
Респіратор для захисту дихальної системи

Заходи щодо боротьби з пилом на цьому виробництві та його шкідливим впливом на організм людини, проводяться за наступними напрямками:
1. Удосконалення технологічного процесу, що усуває утворення пилу;
2. Автоматизація процесів, за яких утворюється пил;
3. Застосування МОР, як змочування обробленої поверхні;
4. Застосування пило-витягувальної вентиляції, вентиляції загального та місцевого призначення;
5. Негайне прибирання приміщень;
6. Забезпечення робочих проти-пиловим спецодягом, респіраторами, окулярами та іншими засобами захисту;
7. Створення на підприємстві умов для забезпечення заходів особистої гігієни.

Під час впровадження розробленого технологічного процесу механічної обробки деталі у виробництво, існуватиме пилове забруднення повітря, що погано впливає на здоров'я працівників та довговічність обладнання. Однак, використання місцевої та загально-обмінної (природної та механічної) систем вентиляції, які забезпечують високий ступінь очищення відпрацьованого повітря від шкідливих домішок, шляхом його багатоступеневого очищення у відповідних пристроях, дозволяє досягнути істотного покращення складу повітряного середовища виробничого приміщення.
Вміст шкідливих речовин у повітрі, станом на 01.01.2019 року, задається ГОСТом 12.1.005 — 88 ССБТ « Загальні санітарно - гігієнічні вимоги до повітря робочої зони».

### Протипожежна профілактика
Протипожежна профілактика розробляє заходи, спрямовані на попередження пожеж, перекриття шляхів розповсюдження вогню, забезпечення швидкої та безпечної евакуації людей і майна з приміщення.

### Безпека в надзвичайних становищах
Під час використання металообробного обладнання, потрібно обов'язково дотримуватися всіх правил протипожежної безпеки, обумовлених Кодексом цивільного захисту України (раніше, Законом України «Про пожежну безпеку», ухваленим 17 грудня 1993 року). В розрізі дотримання цих вимог, передбачаємо розробку сукупних заходів щодо забезпечення пожежної безпеки; розробку і затвердження нормативних актів і настанов в межах підприємства, де впроваджуватиметься розроблений техпроцес, здійснення постійного стеження за їхнім дотриманням; забезпечення додержання протипожежних вимог, стандартів, норм, правил, а також виконання вимог приписів і постанов органів державного пожежного нагляду; утримання у справному стані засобів протипожежного захисту і зв'язку, пожежної техніки, обладнання та інвентарю, недопускання використання їх не за призначенням; здійснення заходів щодо впровадження автоматичних засобів виявлення та гасіння пожеж; своєчасне повідомлення пожежної охорони про несправність пожежної  

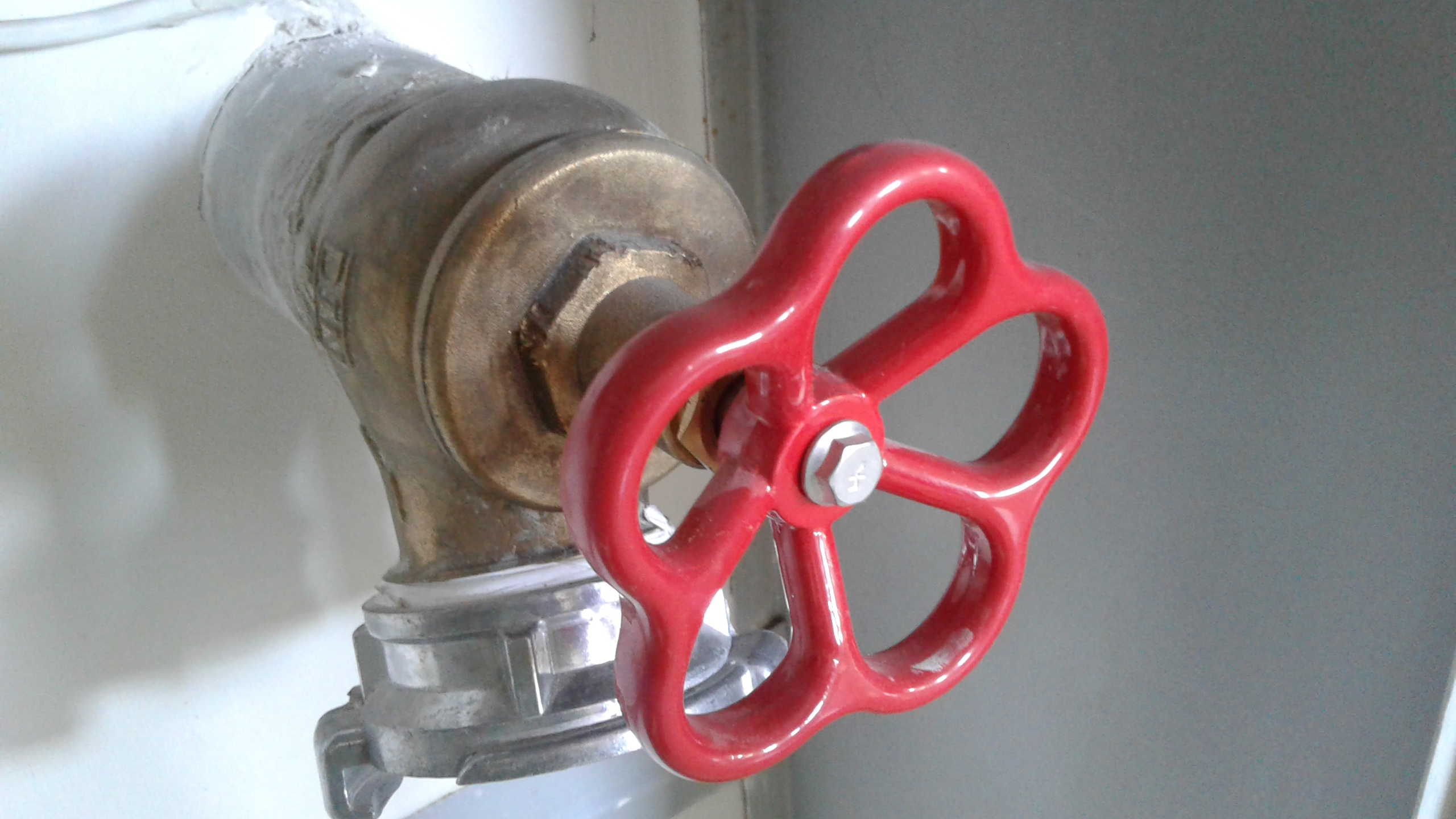
Пожежний кран, до якого приєднується пожежний рукав під час гасіння пожежі

техніки, системи протипожежного захисту, водопостачання тощо.
На дільницях механічного цеху, передбачають установку протипожежних щитів, забезпечених вуглекислотними вогнегасниками, баграми, ломами, відрами, сокирами. Біля щитів передбачаємо установку ящиків з піском, сухість якого час від часу перевіряється. Для гасіння можливих пожеж передбачаємо також використання азбестових покривал.
Для автоматичного виявлення пожеж, передбачають оснащення виробничого приміщення, в якому встановлене металообробне обладнання, димових сповіщувачів з різними способами дії, які своєчасно сповіщають про виниклу пожежу і дають команду на вмикання автоматичної системи гасіння пожежі. Використання спринклерних та дренчерних установок, забезпечує високу дієвість гасіння пожежі.

## Охорона праці під час робіт на шельфі
Правила охорони праці, які зобов'язують суворо виконувати інструкції, дотримуватись розпоряджень, виконувати виробничі завдання відповідно до затверджених правил, використовувати спеціальний одяг (скафандри, захисні окуляри), справний інструмент, якісні засоби зв'язку під час гірничих робіт на шельфі.

## Вимоги до підприємства
Головні вимоги, які має виконати підприємство, для відповідності законодавству України у сфері охорони праці:
1. Створити службу охорони праці.
2. Розробити та затвердити на підприємстві положення, настанови та інші акти з охорони праці.
3. Організувати проведення інструктажів з питань охорони праці.
4. Забезпечити навчання і перевірку знань з питань охорони праці.
5. Подбати про проведення медичних оглядів.
6. Оснастити працівників засобами особистого захисту, милом, молоком, солоною водою та іншим.
7. Провести атестацію робочих місць.
8. Налагодити облік нещасних випадків.[1]

## Будівництво
Будівельник, це одна з найнебезпечніших професій у світі, що призводить до більшої смертності на

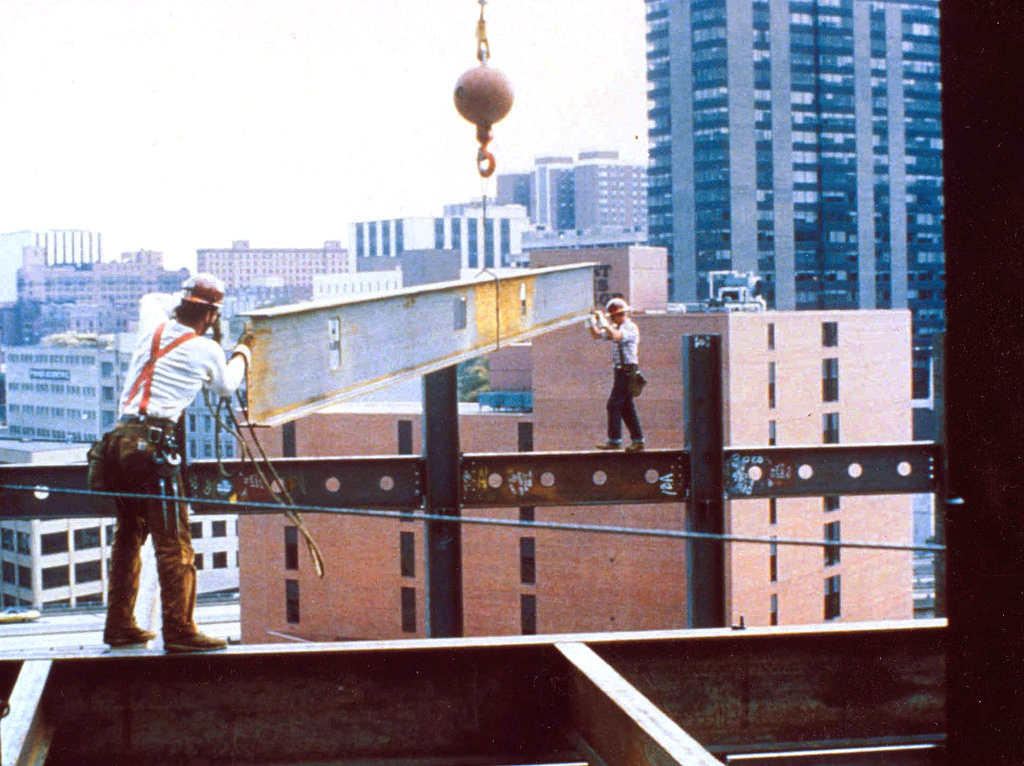
Порушення - будівельники не носять засоби захисту від падіння.

виробництві, ніж у будь-якій іншій галузі як у Європейському Союзі, так і в Сполучених Штатах. 2009 року, смертність від професійних травм серед будівельних робітників, наприклад у США, була майже втричі більшою, ніж для всіх інших працівників. Падіння, є однією з найпоширеніших причин смертельних та несмертельних нівечень серед будівельників. Належне обладнання задля безпеки, як-от запобіжні пояси та захисні огорожі, а також інші заходи: закріплення драбин та перевірка будівельного риштування, можуть скоротити ризик отримання професійних ушкоджень на будівництві. Через те, що надзвичайні пригоди, можуть мати важкі наслідки як для працівників, так і для організацій, дуже важливо зберігати здоров'я та безпеку будівельників та дотримуватися вимог з охорони праці щодо будівництва. Законодавство з охорони здоров'я та безпеки у будівельній галузі, передбачає багато правил, інструкцій та положень.
Для прикладу, серед усіх працівників США будівельної галузі, 44 % мали незвичні умови роботи (не були постійними працівниками), порівняно з 19 % від усієї кількості робітників інших професій, 15 % мали тимчасову роботу, порівняно з 7 % всіх інших працівників та 55 % відчували невпевненість у роботі, порівняно з 32 % від загальної кількості інших робітників США. Рівні поширеності впливу фізичних / хімічних небезпек, були особливо високими для будівельного сектора. Серед працівників, які не палять, 24 % будівельників піддавалися впливу від пасивного куріння, тоді як лише 10 % всіх робітників США, були піддані цьому, в усіх інших галузях економіки.

## Сільське господарство

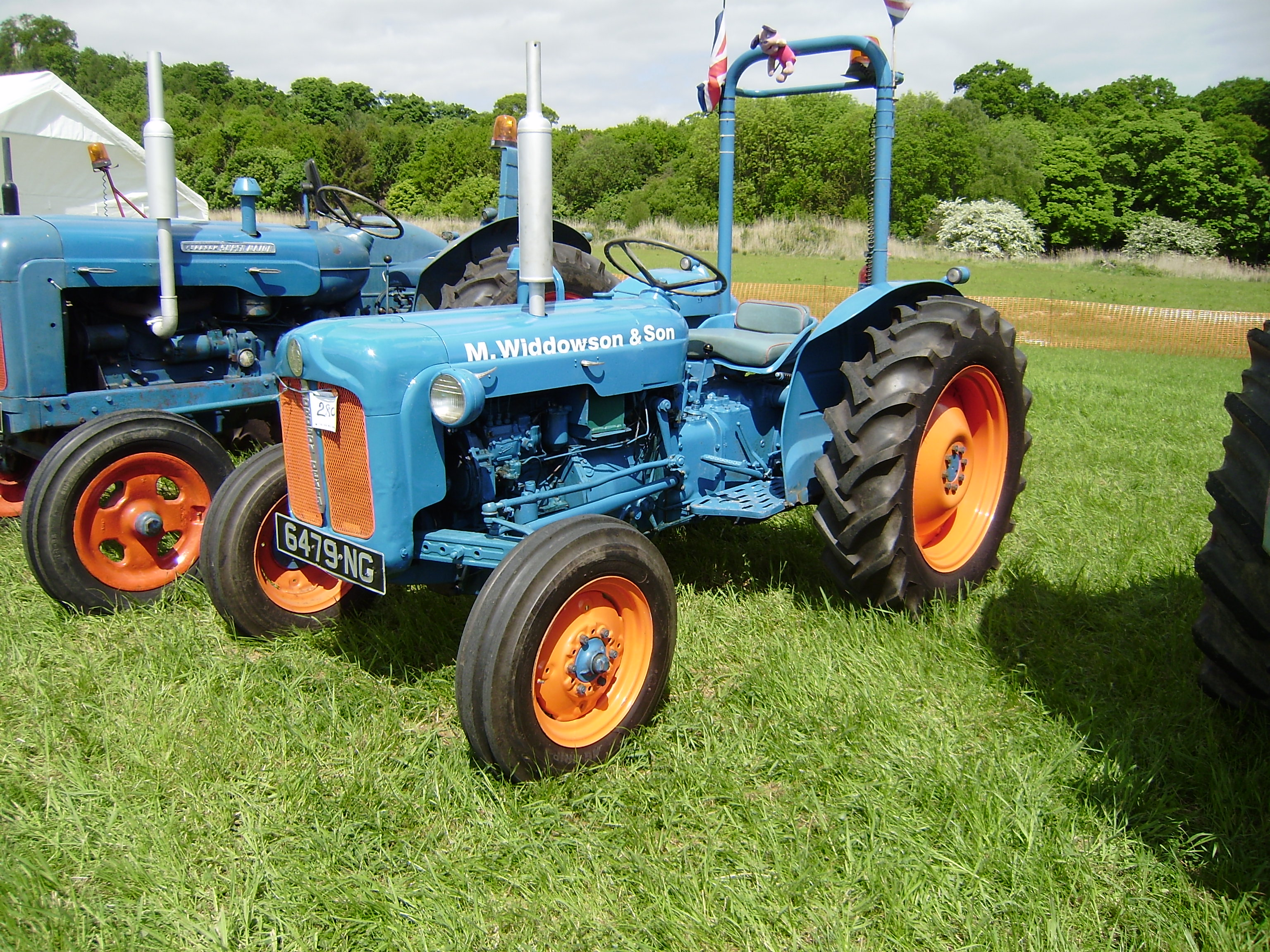
Захисна дуга над місцем перебування тракториста

Працівники сільського господарства, також часто піддаються ризику ушкоджень, пов'язаних з роботою: захворювання легенів, втрата слуху через гуркіт сільгосптехніки, шкірні захворювання, а також деякі види раку, пов'язані з використанням хімікатів або тривалим впливом сонця. У промислово розвинених господарствах, травми часто стаються через використання сільськогосподарської техніки. Для прикладу, найбільш поширеною причиною смертельних нівечень, у сільському господарстві Сполучених Штатів, є перекидання тракторів, чому можна запобігти за допомогою захисних дуг, які обмежують ризик важких ушкоджень у таких випадках. Пестициди та інші хімікати, які використовуються у сільському господарстві, також можуть бути небезпечними для здоров'я працівників, а робітники, котрі зазнають впливу пестицидів, можуть дістати захворювання або вроджені вади. Як галузь, в якій родина, зокрема й діти, зазвичай працюють разом, сільське господарство є поширеним джерелом професійних калічень і хвороб серед молоді. Звичайними причинами смертельних травм серед молодих фермерів, є: утоплення, аварії на машині та автомобілі. 
2010 року, було визначено підвищені показники, щодо розповсюдження кількох професійних небезпек у сільському, лісовому та рибному господарствах, які можуть погано вплинути на здоров'я. Ці працівники часто працювали довший час, отже рівень поширеності праці понад 48 годин на тиждень серед робітників, зайнятих у цих галузях, становив 37 %, а 24 % осіб, працювали понад 60 годин на тиждень. З усіх працівників цих галузей, 85 % часто перебували на відкритому повітрі, порівняно з 25 % серед усіх робітників США. Крім того, 53 % фермерів часто піддаються впливу газу, пилу або парів, порівняно з 25 % від усіх робітників США.

## Нанотехнології

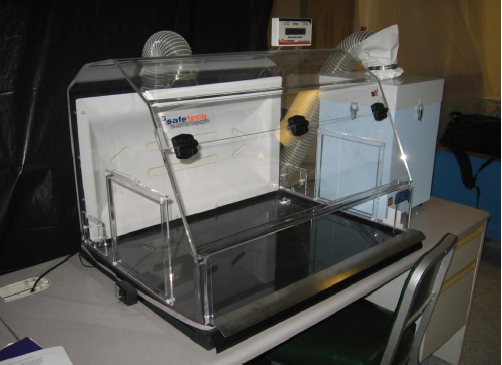
Непроникний ковпак для роботи з наноматеріалами — приклад інженерного контролю, використовуваного для захисту робітників

Нанотехнологія, є прикладом нової, відносно неперевіреної технології. Швейцарське опитування ста тридцяти восьми компаній, що використовують або виробляють наночастинкові речовини, 2006 року дало сорок заповнених анкет. Шістдесят п'ять відсотків компаній-респондентів заявили, що не мали офіційного переліку оцінки ризику під час роботи з наноматеріалами. Нанотехнології, вже представляють нові проблеми для фахівців з охорони праці, які стануть ще важчими, оскільки наноструктури стануть більш складними. Розмір частинок робить більшість стримувальних засобів та особистого захисту, непридатними. Значення токсичності для великорозмірних промислових речовин, виявляються неточними через особливу природу наночастинок — з огляду на зменшені розміри наночастинок, їхня відносна площа поверхні, різко зростає, чим значно збільшує будь-який каталітичний ефект або хімічну реактивність відносно відомих значень для макроречовин. Це являє новий набір питань у найближчому майбутньому, щоби переосмислити сучасні підходи стосовно захисту здоров'я та добробуту робітників, які працюють з наноматеріалами, для котрих більшість звичайних засобів безпеки, не придатні.

## Визначення небезпеки
Визначення або оцінка небезпеки, є важливим кроком у загальному дослідженні ризиків та задля усунення небезпек. Саме там, якнайближче до джерела (розташування ризику), наскільки це можливо, виявляється, оцінюється та визначається / усувається, певна робоча небезпека. У міру того, як змінюються технології, ресурси, соціальні очікування чи нормативні вимоги, дослідження ризиків, все більше зосереджується на джерелі небезпеки. Тож, керування небезпеками, є динамічною програмою профілактики. Програми, засновані на досліді небезпек, також мають таку перевагу, що вони не називають або не передбачають наявність «встановлених ризиків» на робочому місці. Програма на основі небезпеки, може не усунути всі ризики, але також, не ухвалює «задовільних», та все-таки ризикованих висновків. До того-ж, оскільки ті, хто виявляють небезпеки та досліджують ризики, зазвичай є керівниками, а ті, хто піддається ризикам, є іншою групою — працівниками, підхід котрий ґрунтується на оцінці ризику, може подолати суперечку, притаманну підходу, основаному на порівнянні небезпек.

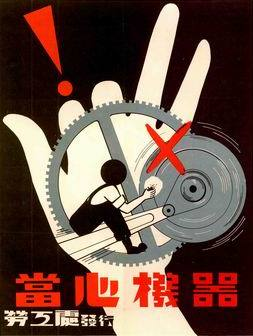
Плакат уряду Гонконгу щодо небезпеки роботи з машинами

Відомості, які повинні бути зібрані з джерел, мусять застосовуватися до окремого виду робіт, від якого можуть виникнути небезпеки. Як згадувалося раніше, прикладами цих джерел, є: співбесіда з людьми, які працювали за небезпечних умов, опис та аналіз минулих небезпечних подій, а також офіційні звіти про роботу та виниклі під час цього ризики. З них, особисті співбесіди, можуть бути найбільш значущими для визначення: незареєстрованих практик, пригод, небезпек та інших відповідних даних. Після того, як інформація буде зібрана з переліку джерел, треба зберігати її у цифровому вигляді (для швидкого пошуку) та мати фізичний набір тих-же даних, щоби вони були більш доступними (наочними). Один новітній спосіб показати складну записану інформацію про небезпеки — історичний плакат визначення небезпек, який перетворює дані про ризики, на простий у використанні, графічний формат.

## Всесвітній день з безпеки та охорони праці
Див. також: День пам'яті працівників
28 квітня Міжнародна організація праці відзначає Всесвітній день охорони праці для підвищення обізнаності про безпеку на робочому місці. Щорічно, з початком від 2003 року, він зосереджується на певній області та створює розголос, навколо визначеної теми. За Указом Президента України від 18.08.2006 № 685/2006, в Україні  28 квітня також відзначається День охорони праці.